# Mikiah Brisco
Mikiah Brisco (* 14. Juli 1996 in Baton Rouge) ist eine US-amerikanische Sprinterin und Hürdenläuferin, die sich auf die 100-Meter-Distanz spezialisiert hat.

## Sportliche Laufbahn
Erste Erfahrungen bei internationalen Meisterschaften sammelte Mikiah Brisco im Jahr 2013, als sie bei den Jugendweltmeisterschaften in Donezk in 13,29 s die Bronzemedaille im 100-Meter-Hürdenlauf gewann. Von 2014 bis 2018 besuchte sie die Louisiana State University und siegte 2015 mit der US-amerikanischen 4-mal-100-Meter-Staffel in 43,79 s bei den Panamerikanischen Juniorenmeisterschaften in Edmonton. 2017 wurde sie NCAA-Collegemeisterin im 100-Meter-Lauf und siegte 2016 und 2018 mit den LSU Tigers. Bei den IAAF World Relays 2019 in Yokohama siegte sie in 43,27 s gemeinsam mit Ashley Henderson, Dezerea Bryant und Aleia Hobbs in der 4-mal-100-Meter-Staffel und 2021 siegte sie in 11,42 s über 100 m bei den USATF Open. Im Jahr darauf qualifizierte sie sich im 60-Meter-Lauf für die Hallenweltmeisterschaften in Belgrad und gewann dort in 6,99 s die Silbermedaille hinter der Schweizerin Mujinga Kambundji. 2024 belegte sie bei den Hallenweltmeisterschaften in Glasgow in 7,08 s den fünften Platz und im Jahr darauf schied sie bei den Hallenweltmeisterschaften in Nanjing mit 7,19 s im Halbfinale aus.
In den Jahren 2020 und 2022 wurde Brisco US-amerikanische Hallenmeisterin im 60-Meter-Lauf.

## Persönliche Bestzeiten
- 100 Meter: 10,96 s (+0,3 m/s), 10. Juni 2017 in Eugene
  - 60 Meter (Halle): 6,99 s, 18. März 2022 in Belgrad
- 200 Meter: 22,59 s (+0,5 m/s), 26. Mai 2018 in Tampa
  - 200 Meter (Halle): 22,81 s, 25. Februar 2018 in College Station
- 100 m Hürden: 12,85 s (−0,3 m/s), 1. April 2017 in Austin
  - 60 m Hürden (Halle): 7,98 s, 10. Februar 2017 in Fayetteville